# Christian Friedrich von Diericke
Christian Friedrich von Diericke (* 11. Juli 1709 in Etzen im Havelland; † 19. Februar 1783 auf Gut Gläsersdorf bei Grottkau) war ein königlich-preußischer Generalleutnant, Chef des Infanterie-Regiments Nr. 49 und Kommandant der Festung Neisse. Zudem war er Erbherr auf Gläsersdorf bei Grottkau in Schlesien und er ist der Onkel des preußischen Generalleutnants Friedrich Otto von Diericke (1743–1819).

## Leben
Sein Vater war Kuno Christian Siegfried von Diericke (* 22. Juni 1645; † nach 1720). Seine Mutter war Lucia Sabine von Fraatz (* 1685; † 11. November 1759) aus dem Haus Werder.
Er ging 1726 in preußische Dienste und kam in das Infanterie-Regiment Nr. 15, dort wurde 1732 Gefreitenkorporal und am 4. Juli 1732  Fähnrich. Als das Regiment als Garde neuaufgestellt wurde, wurde er am 4. August 1740 Leutnant in das erste Bataillon versetzt (er war dort einem Kapitän gleichrangig) und in der Schlacht bei Mollwitz verwundet. Am 14. April 1741 wurde er Premier-Lieutenant. Danach kam er zum Pionier-Regiment Nr. 49 (Walrawe) und wurde dort am 28. Juni 1745 Oberstleutnant, am 13. September 1753 Oberst und Kommandant des Regiments. Im Juli 1757 leitete er die Verteidigung von Zittau, am 22. Juli ging ein Tor durch Verrat verloren. Dadurch geriet er in österreichische Gefangenschaft. Er wurde im März 1758 ausgetauscht und bereits am Ende des Monats am 31. März 1758 zum Generalmajor ernannt.
Bei der Belagerung von Schweidnitz kommandierte er den Sturm auf das Galgenfort, durch dessen Fall musste sich die Festung ergeben. Im Juni kam er zum Korps Dohna in die Neumark und kämpfte in der Schlacht bei Zorndorf. Im November wurde er Chef des Regiments. Im April 1759 kämpfte er an der Peenemünder Schanze. Der dortige Kommandant ergibt sich am 10. April. Danach kämpft er bei Kay und Kunersdorf. Am 8. November kommandierte er ein Korps auf dem rechten Elbufer bei Meißen. Seine Aufgabe war es die Verbindung der Armee nach Schlesien und zu den Depots an der Elbe zu sichern, als ein starker Eisgang ihn von der Hauptarmee abschnitt. Der österreichische General Philipp Levin von Beck erkannte die Gunst und griff am 3. Dezember an. Diericke deckte den Rückzug seiner Truppen mit Kähnen über die Elbe. Aber am 4. Dezember musste er sich mit 1500 Mann ergeben, da ihnen die Munition ausging. Die tapfere Gegenwehr fand auch den Beifall des Königs. So wurde er nach seiner Entlassung aus der Gefangenschaft am 20. Mai 1764 zum Generalleutnant ernannt und am 9. Dezember zum Kommandanten von Neisse. 1770 erhielt er den gewünschten Abschied und dazu eine Pension.
Nach dem Krieg kaufte er 1764 das Gut Gläsersdorf, wo er Jahre später verstarb.

## Familie
Er war mit Luise Juliane von Grävenitz (* August 1721; † 30. Juli 1793) verheiratet. Das Paar hatte eine Tochter und drei Söhne:
- Karoline Sabine (* 27. Januar 1752; † 1772) ⚭ 15. Mai 1770 Sigismund Adam von Rappold, preußischer Hauptmann
- Christoph Wilhelm (* 9. August 1754; † 14. April 1813) Oberst, Kommandeur IR. 49, ⚭ 14. Mai 1792 Ernestine Friedericke Elisabeth Künemann (* 3. März 1768; † 8. April 1816)
- Johann Ernst (* 5. Oktober 1755; † 24. Juni 1825), Postmeister ⚭ Auguste von Natalis (* 1752; † 4. Juni 1822)
- Christine Sophie (* 1756; † 29. Dezember 1806) ⚭ 1806 Carl Peter von Tresckow (1742–1811), preußischer Generalmajor
- Albrecht Ferdinand Alexander (* 1760; † 27. August 1809), preußischer Rittmeister

⚭ Karoline Loise Henriette von Hoverbeck († 19. Dezember 1791)
⚭ N.N. von Fritz